# 121e régiment d'infanterie (France)
Pour les articles homonymes, voir 121e régiment.
Le 121e régiment d'infanterie (121e RI) est un régiment d'infanterie de l'Armée de terre française créé sous la Révolution sous le nom de 121e demi-brigade de première formation.

## Création et différentes dénominations
- 1794 : création de la 121e demi-brigade de bataille à partir du 1er bataillon du 62e régiment d'infanterie, du 1er bataillon de volontaires de l'Union et du 7e bataillon de volontaires du Var.
- 1796 : incorporation au sein de la 39e demi-brigade d'infanterie de ligne
- 1809 : recréation sous le nom de 121e régiment d'infanterie de ligne à partir des reliquats des 1re et 2e légions de réserve créées en 1807
- 1814 : dissolution
- 1870 : formation du 121e régiment d'infanterie de ligne à partir du 21e régiment de marche
- 1871 : fusion dans le 21e régiment d'infanterie de ligne
- 1872 : nouvelle formation du 121e régiment d'infanterie de ligne à partir du 21e régiment d'infanterie provisoire
- 1887 : renommé 121e régiment d'infanterie
- 1914 : à la mobilisation, donne naissance au 321e Régiment d'Infanterie

## Chefs de corps
- 1794 : Louis François Binot* - Chef de brigade
- 1810 : Théodore François Millet - Colonel
- 1813 : Renouvier Joseph Clément - Colonel[1]
- 1898 : Nicolas Charles Chomer** - Colonel
- 1905 : Colonel Henri Marie Jacques Néraud
- 1914 : Colonel Trabucco - Colonel, du 2 août 1914 au 4 mars 1916
- 1921 : Colonel Bourg [2]
- 1940 : Charbonnier () - Colonel

(* deviendra général de brigade, ** deviendra général de division)

## Historique des garnisons, combats et bataille du121eRI de ligne

### RévolutionetEmpire

#### Campagne d'Italie
- 1795 : Col de Tende
- 1796 : Mondovi, Batifolo, Pampara et Saint-Michel

#### Campagne d'Espagne
- 1809 : Saragosse et Saint-Jean-de-la-Pena
- 1810 : Torriente, Lerida, Alventosa, Fuenta-Santa et Blancas
- 1811 : Checa, Val de Penas et Tarragone

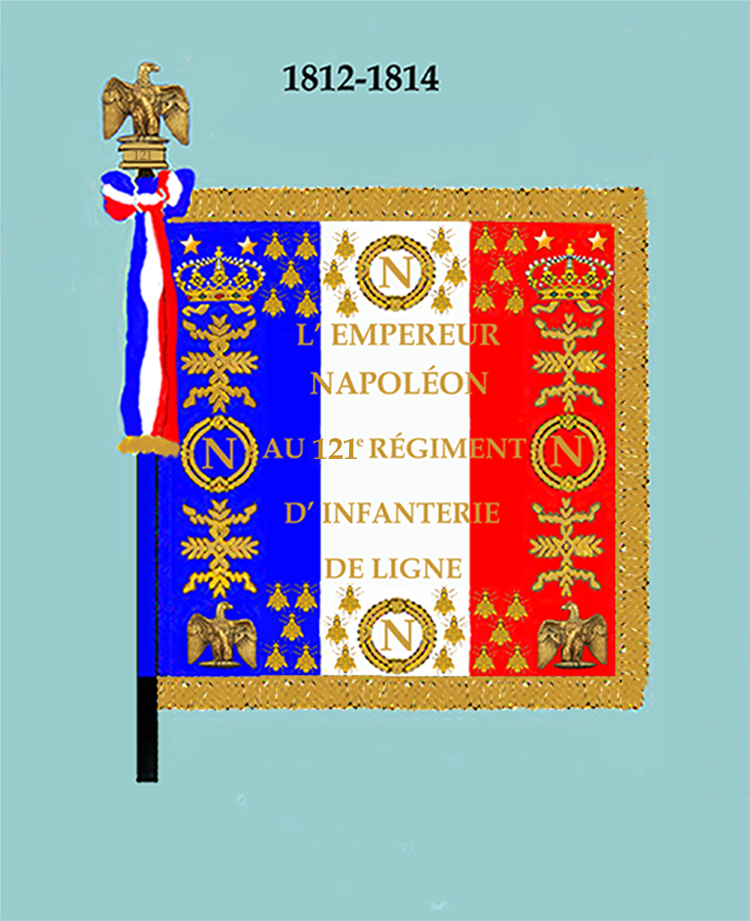
Drapeau modèle de 1812 (avers)
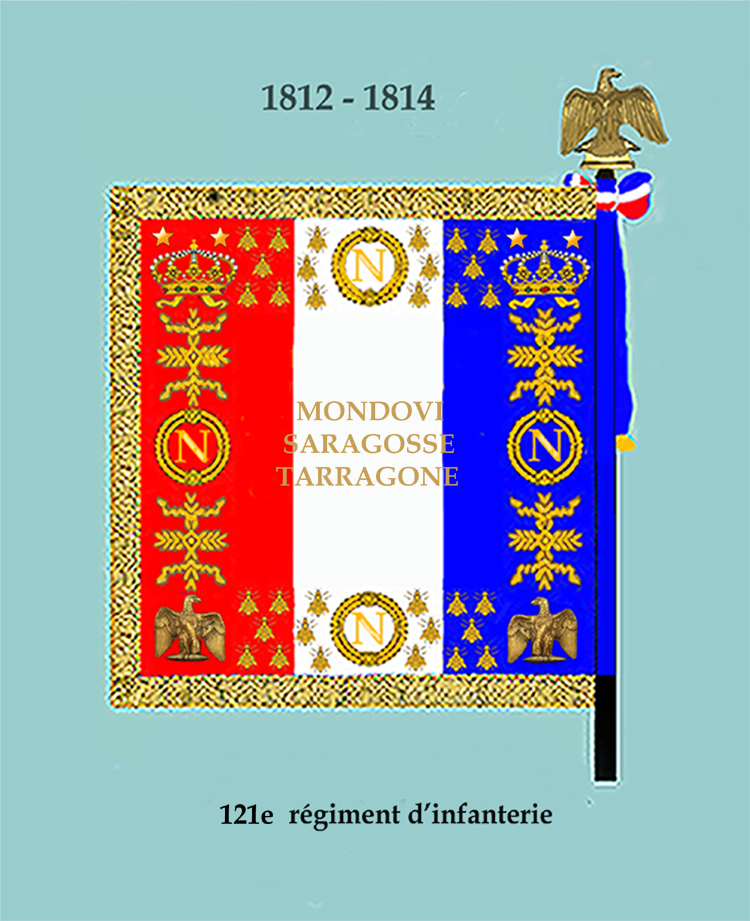
Drapeau modèle de 1812 (revers)

- 1812 : Pinel et Villaseca
- 1813 : Yecla, Biar et Castalla

#### Campagne d'Allemagne
- 1813 : Campagne d'Allemagne,
  - Lützen,
  - Bautzen,
  - Wurschen,
  - bataille de Dresde,
  - 16-19 octobre : Bataille de Leipzig.

#### Campagne de France
- 1814 : Campagne de France,
  - 14 février 1814 : Bataille de Vauchamps
  - Bataille de Champaubert,
  - Bataille de La Rothière,
  - Bataille de Rosnay,
  - Bataille d'Arcis-sur-Aube,
  - Bataille de Paris.

Le régiment est licencié à la Seconde Restauration.
Son numéro reste vacant jusqu'en 1870

### De 1870 à 1871
Le 21e régiment d'infanterie de marche est créé à Courbevoie  le 1er septembre, par décret du 24 août 1870, avec les IVe bataillons des 5e, 37e et 56e de ligne,.
Il est à la 2e brigade de la 1re division du 14e corps d'armée. Il participe au combat de Châtillon le 19 septembre et au combat de La Malmaison le 21 octobre.
Par décret du 28 octobre, le 21e régiment d'infanterie de marche est renommé 121e régiment d'infanterie de ligne. Lorsque les trois armées de Paris sont formées le 6 novembre, le 121e de ligne est à la 2e brigade de la 1re division du 1er corps de la 2e armée. Après la défaite de Champigny, l'armée est réorganisée le 5 décembre et le 121e de ligne passe dans la réserve de la 2e armée. Le 33 officiers et 1 598 hommes de troupe du régiment capitulent avec le reste de la garnison le 29 janvier 1871 mais le régiment reste à Paris. Le 15 mars 1871, la plupart des hommes valides du régiment sont versés dans d'autres unités de l'armée de Paris tandis que les soldats libérables rejoignent Chartres. Le régiment est dissous le 1er avril 1871, fusionnant avec le 21e régiment de ligne.

### De 1871 à 1914
Le 21 mai 1871 , le 21e régiment provisoire d'infanterie est créé à Auxerre avec divers éléments des régiments rentrant de captivité. Le 21e provisoire rejoint la 2e division du 6e corps de Lyon. Il prend le numéro 121 le 4 avril 1872, gardant sa garnison à Lyon,.
Lors de la réorganisation militaire de septembre 1873, le 121e de ligne passe à la 52e brigade de la 26e division d'infanterie du 13e corps d'armée. Il fournit également trois compagnies pour former le 139e de ligne. En mai 1874, le régiment est en garnison à Saint-Étienne. En 1875, il passe à la 51e brigade de la 26e division. Le 4e bataillon du 121e est en garnison à Lyon,,,,,. Lors de la réorganisation des corps d'infanterie de 1887, ce bataillon forme le 157e régiment d'infanterie à Lyon.
En 1914, il est en garnison à Montluçon.

### Première Guerre mondiale
Affectation: 26e Division d'Infanterie d'août 1914 à novembre 1918

#### 1914
- 14 août : Cirey-sur-Vezouze, la bataille de Petitmont coute au régiment la perte de 53 hommes dont 3 officiers dont le commandant Bernard et le commandant Roy, ainsi que 11 officiers et 327 hommes blessés. Une plaque commémorative est apposée au monument aux morts de Petitmont en souvenir du sacrifice de ces hommes.
- 20 août : bataille de Morhange.
- 20-21 août : Hartzwiller.
- septembre : course à la mer, Elincourt, Carlepont, Lassigny,
- 24 septembre Plessy-de-Roye( Oise)
- 13-14 novembre : bataille des Flandres, Zonnebecke.

#### 1915
- 9 mars : dans les tranchés vers Andechy.
- 2 avril : Bois du Mauvais Accueil et Bois de L’Echelle.
- septembre : Bataille de Champagne (1915), vers Bus (Pas-de-Calais), Rollot (Somme) et Guerbigny.
- octobre : vers Tilloloy.

#### 1916
- Bataille de Verdun : Bois des Corbeaux et de Cumières (8-12 mars), Bois de Malancourt et divers Bois.
- 4 avril: repos vers Estrées, Moyvillers et Bailleul.
- 24 avril : vers Bimont, entre le ravin de Puisaleine et Tracy-le-Val.
- 28 juin : repos vers Estrées-Saint-Denis.
- Bataille de la Somme entre 15 juillet au 28 septembre.

#### 1917
Giffrecourt, Dallon (13 avril),
- Bataille du Chemin des Dames : Gauchy, Grugies (14 avril),
- dégagement de Verdun : offensives de la Cote 304 et du Mort-Homme, au sein de la 26e division d'infanterie, du 13e corps d'armée.

#### 1918
- Oise : Assaut de Compiègne,
- Meuse : Saint-Mihiel (12-13 septembre).

### Entre-deux-guerres
en garnison à Montluçon

### Seconde Guerre mondiale
- En 1940 le 121e régiment d'infanterie fait partie de la 25e division d'infanterie motorisée, rattachée au 1er Corps d'Armée qui est intégré à la VIIe armée du général Giraud. Il est mobilisé au CMI 133 Montluçon.

#### Batailles et combats
- 1940 :
  - 25 au 30 mai 1940 Poche de Lille.

### De 1945 à nos jours
Le bataillon est reformé en janvier 1945 avec des hommes issus des FFI de l'Allier dans la région de Montluçon. À partir d'avril 45, le chef de corps est le lieutenant colonel Bacque.
Le 1er février 1945, le premier Bataillon devient le bataillon de Marche du 1er zouaves.
Le 17 avril 1945, il assure la surveillance de la frontière Germano-suisse.
Le régiment est dissout le 4 juillet 1945 à Moulins avec des effectifs de 20 officiers, 137 sous-officiers et 818 hommes de troupe.

## Drapeau
Il porte, cousues en lettres d'or dans ses plis, les inscriptions suivantes, :
- Mondovi 1796
- Saragosse 1809
- Tarragone 1811
- Lützen 1813
- La Somme 1916
- Verdun 1917
- L'Aisne 1917-1918
- AFN 1952-1962

## Décorations
Sa cravate est décorée de la Croix de guerre 1914-1918  avec deux citations à l'ordre de l'armée.
Il a le droit au port de la fourragère aux couleurs du ruban de la croix de guerre 1914-1918.

## Personnalités ayant servi au121eRI
- Pierre Flament (1878-1916), lieutenant au régiment de 1914 à 1915. Son nom est inscrit au Panthéon parmi les 560 écrivains morts au combat pendant la Première Guerre mondiale.
- Capitaine Gérard de Cathelineau, tué le 12 juillet 1957 en Algérie (3e bataillon).
- André Mazana, Compagnon de la Libération tué en août 1944, y a effectué son service militaire.
- Louis Michard (1914-1945), Compagnon de la Libération, y a effectué son service militaire.

## Sources et bibliographie
- Edmond Hervieu, « Historique du 21e de marche devenu 121e de ligne (1870-1871) », dans Historique du 21e régiment d'infanterie : 1610-1875, Imprimerie de A. Dutemple, 1876 (BNF 30600298, lire en ligne), p. 293-300.
- Pierre Lehautcourt (sv), Siège de Paris : Châtillon, Chevilly, La Malmaison (7 août-27 octobre 1870), vol. 2, t. 6, Berger-Levrault, coll. « Histoire de la guerre de 1870-1871 », 1898 (lire en ligne).
- Victor Belhomme, Histoire de l'infanterie en France, t. 5, Henri Charles-Lavauzelle, 1902 (lire en ligne).
- Serge Andolenko, Recueil d'Historiques de l'Infanterie Française, Eurimprim, 1969.